# Ernst Burgdorfer
Ernst Burgdorfer – szwajcarski strzelec, medalista mistrzostw świata.
Burgdorfer raz w swojej karierze stanął na podium mistrzostw świata. Miało to miejsce w Rzymie w 1935 roku, gdzie wraz z kolegami z reprezentacji zajął trzecie miejsce w karabinie wojskowym w trzech postawach z 300 m (skład drużyny: Ernst Burgdorfer, Gustav Eichelberger, Albert Salzmann, Beat Rhyner, Karl Zimmermann). Uzyskał przedostatni wynik w szwajcarskiej drużynie.

## Medale mistrzostw świata
Opracowano na podstawie materiałów źródłowych:
| Mistrzostwa | Konkurencja                                      | Wynik                             | Miejsce |
| ----------- | ------------------------------------------------ | --------------------------------- | ------- |
| Rzym 1935   | Karabin wojskowy, trzy postawy, 300 m, drużynowo | 1966 pkt. (druż.) 388 pkt. (ind.) |         |